# Festung Saint-Irénée
Die Festung Saint-Irénée wurde von 1832 bis 1842 gebaut und war Teil der ersten Stadtmauer von Lyon.

## Geschichte
In dem fünfeckigen Bau auf einem Grundriss von 150 × 180 m war vor allem der Kommandant des westlichen Sektors von Lyon untergebracht. In der Festung konnten bis zu 800 Personen in den einzelnen Garnisonen untergebracht werden.
Der Vorrat im Pulverturm, in dem zunächst 22 Tonnen Sprengstoff gelagert werden konnten und der im Jahr 1880 auf 42 Tonnen vergrößert wurde, konnte 60 Kanonen versorgen.
In der Festung gab es eine Küche, eine Wäscherei, eine Kantine, Pferdeställe und mehrere Lagerräume.

## Heute
Diese Festung ist seit ihrer Aufgabe verschieden genutzt worden:
- Von 1920 bis 1946 war hier das Institut franco-chinois de Lyon[2] eingerichtet.
- Nach dem Zweiten Weltkrieg wurde daraus ein Studentenwohnheim.

In der Festung gibt es einen Rest des Aquädukts der Gier; dieser Teil des Aquädukts ist denkmalgeschützt.

## Höhenangaben

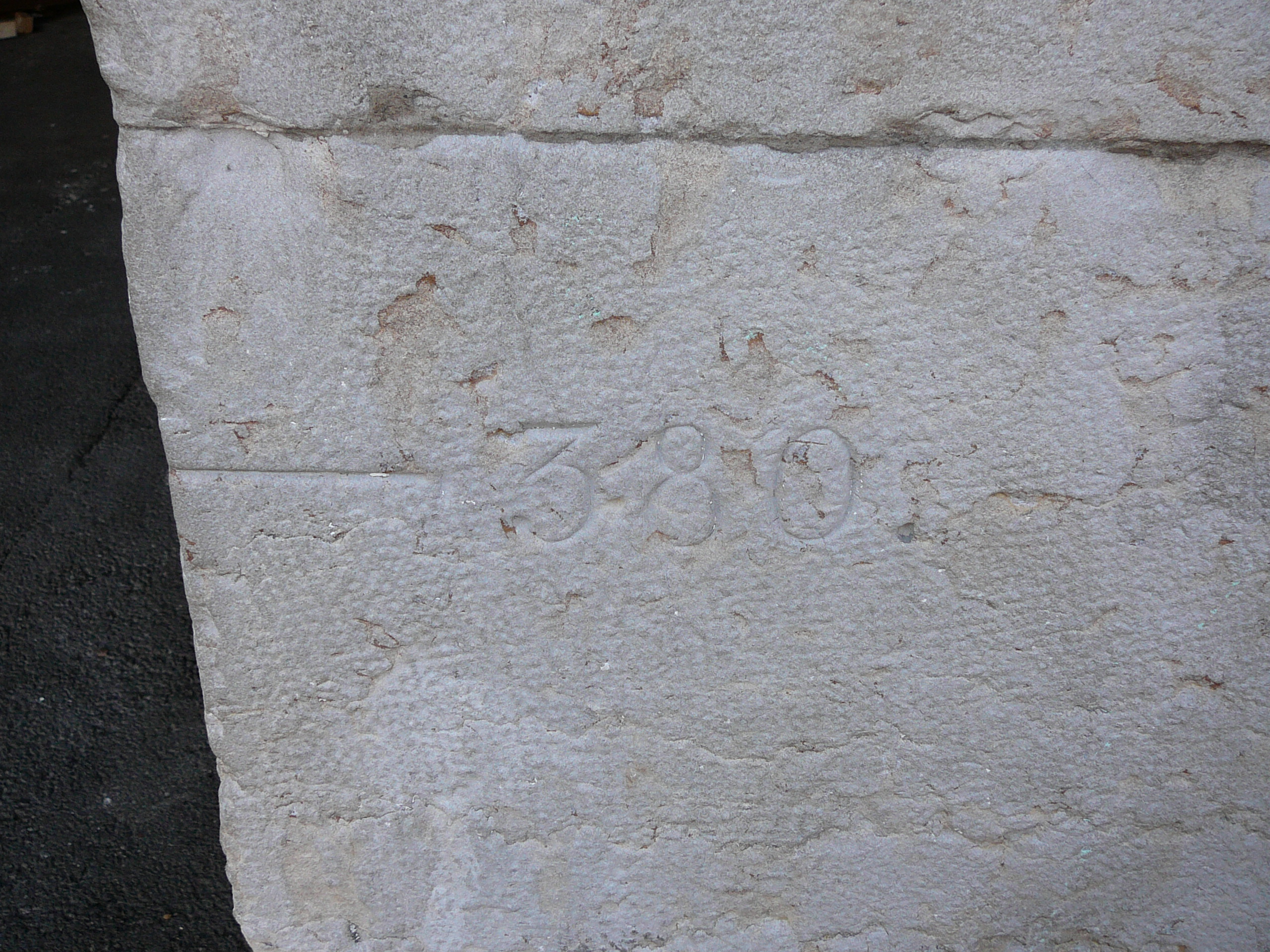
Höhenmarke am Festungseingang.

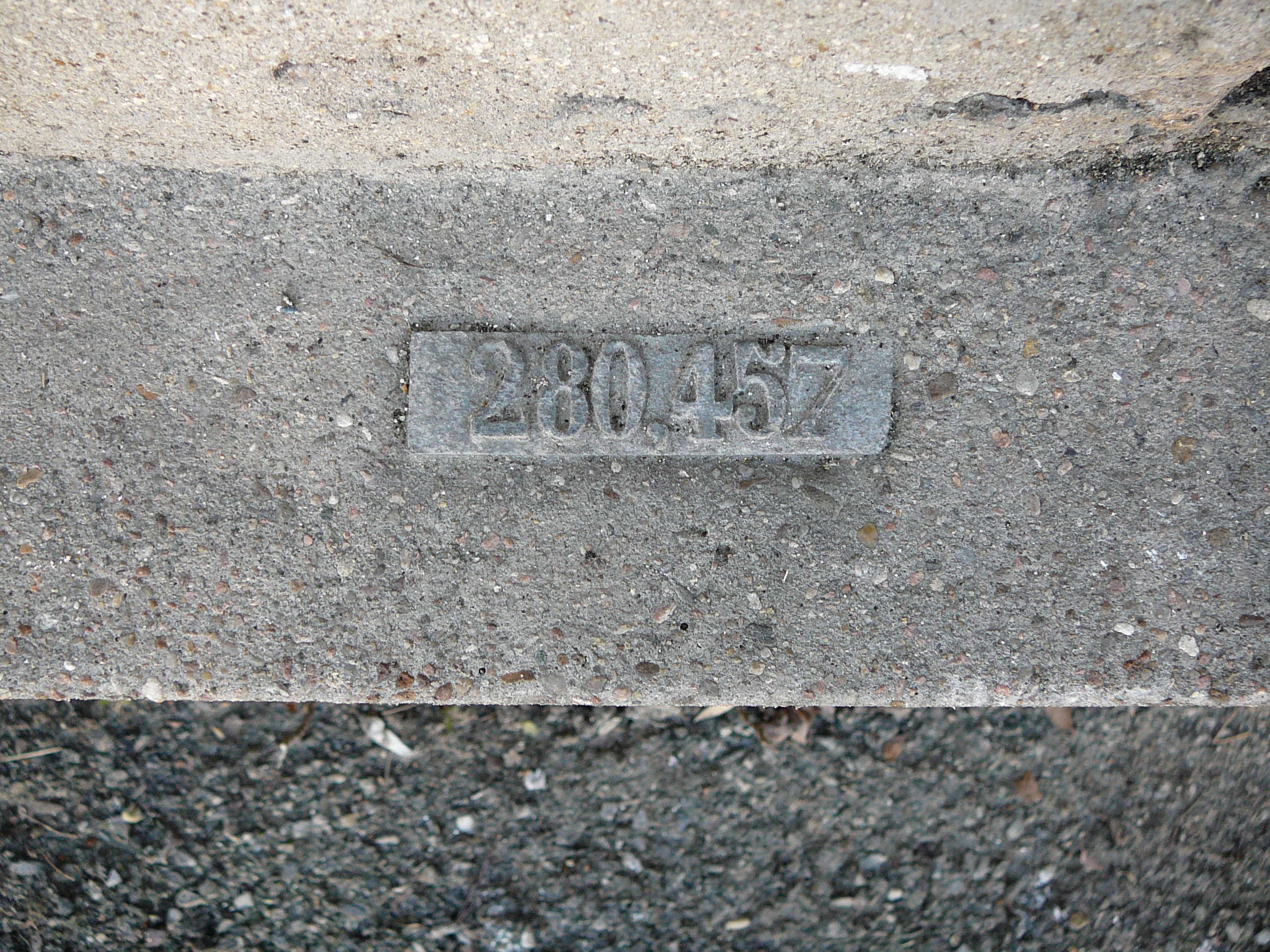
Altitude affichée par l’IGN sur le fort.

Im rechten unteren Teil des Eingangs zur Festung Saint-Irénée ist die Zahl 380 eingraviert mit einem horizontalen Strich, der etwa 1 Meter über dem Boden angebracht ist. Es handelt sich offenbar um die Höhe in Fuß, die sich auf eine Marke am Saône-Quai in der Nähe der Pont Bonaparte bezog.
Eine Studie des ASSIL (ASsociation des SItes de Loyasse) zeigt, dass die angegebene Zahl nicht in Fuß gerechnet werden kann, sondern dass es sich wohl um eine Negativzahl handelt, die sich auf einen höheren Punkt (etwa 660 m) bezieht und vielleicht der Festung des Mont Verdun auf der Höhe 625 m entspricht.
Um diese These zu untermauern, haben Mitgliedern der Gesellschaft weitere Messungen bei ähnlichen Markierungen gemacht; die Gesamtheit der markierten Höhen und Absicherung durch das IGN, sei es anhand einer Markierung oder auf Grund eines Plans, ergeben immer die Höhe von 660 m.
| Name der Festung       | Höhenangabe am Gebäude | Höhe nach IGN | Fixpunkt nach IGN |
| ---------------------- | ---------------------- | ------------- | ----------------- |
| Fort de la Vitriolerie | 493 m                  | 167,125 m     | 660 m             |
| Fort de Vaise          | 450 m                  | 210 m         | 660 m             |
| Fort de Loyasse        | 389 m                  | 271 m         | 660 m             |
| Fort Saint-Irénée      | 380 m                  | 280,173 m     | 660 m             |
| Lunette du Fossoyeur   | 379 m                  | 281 m         | 660 m             |